# فريدريك جورج سكوت
فريدريك جورج سكوت هو شاعر كندي، ولد في 7 أبريل 1861 في مونتريال في كندا، وتوفي في 19 يناير 1944 في مدينة كيبك في كندا.